# Dominique Dawes
Dominique Dawes (Maryland, 20 de noviembre de 1976) es una gimnasta artística estadounidense, campeona olímpica en 1996 en el concurso por equipos.
Dominique también es famosa por ser la primera mujer afroamericana en ganar una medalla olímpica en gimnasia artística.

## Carrera deportiva
En los JJ. OO. de Barcelona (España) 1992, consigue una medalla de bronce en el concurso por equipos, tras el Equipo Unificado y Rumania, siendo sus compañeras de equipo: Wendy Bruce, Shannon Miller, Betty Okino, Kerri Strug y Kim Zmeskal.
En el Mundial de Birmingham 1993 gana dos medallas de plata: en viga de equilibrio —tras la rumana Lavinia Milosovici— y en asimétricas, tras su compatriota la también estadounidense Shannon Miller.
En el Mundial de Dortmund 1994 consigue la plata en el concurso por equipos, tras Rumania y por delante de Rusia, siendo sus compañeras de equipo: Amy Chow, Kerri Strug, Amanda Borden, Jaycie Phelps, Larissa Fontaine y Shannon Miller.
En el Mundial de San Juan 1996 gana el bronce en la viga de equilibrio, tras la rusa Dina Kochetkova, la rumana Alexandra Marinescu y empatada a puntos con la china Liu Xuan. Poco después en los JJ. OO. de Atlanta (Estados Unidos) gana el oro en el concurso por equipos —por delante de Rusia y Rumania—, y el bronce en el ejercicio de suelo, tras la ucraniana Lilia Podkopayeva y la rumana Simona Amanar.
Por último, poniendo punto final a esta exitosa carrera deportiva, en las Olimpiadas de Sídney 2000 gana la medalla de bronce en el concurso por equipos, por detrás de Rumania (oro) y Rusia (plata), siendo sus colegas de equipo: Jamie Dantzscher, Amy Chow, Kristen Maloney, Elise Ray y Tasha Schwikert.